# Better the Devil You Know (chanson de Sonia)
Pour l’article homonyme, voir Better the Devil You Know.
Chansons représentant le Royaume-Uni au Concours Eurovision de la chanson
One Step Out of Time
(1992) Lonely Symphony (We Will Be Free)
(1994)
Better the Devil You Know est la chanson de la chanteuse britannique Sonia qui représente le Royaume-Uni au Concours Eurovision de la chanson 1993 à Millstreet, en Irlande.

## Eurovision 1993
La chanson est présentée en 1993 à la suite d'une sélection interne.
Elle participe directement à la finale du Concours Eurovision de la chanson 1993, le 15 mai 1993, le Royaume-Uni faisant partie du "Big 5".